# Damian Lillard
Damian Lamonte Ollie Lillard (15 de juliol de 1990, Oakland, Califòrnia, Estats Units) és un jugador de basquetbol estatunidenc que pertany a l'equip dels Milwaukee Bucks de l'NBA. Juga de base.

## Trajectòria esportiva

### Universitat
Jugà durant quatre temporades amb els Wildcats de la Universitat de Weber State, en les quals va fer 18,6 punts, 4,3 rebots i 3,5 assistències per partit. En la seva primera temporada fou escollit novell de l'any i inclòs en el millor quintet de la Big Sky Conference, després de fer 11,5 punts i 3,9 rebots per partit.
L'any següent fou escollit jugador de l'any de la conferència després d'encapçalar-la anotant 19,7 punts per partit. El 2012 tornà a guanyar aquest premi, i a més fou inclòs en el tercer equip All-American.

### Professional
Fou escollit en la sisena posició del Draft de l'NBA del 2012 per Portland Trail Blazers, amb què debutà el 31 d'octubre contra Los Angeles Lakers, aconseguint un doble doble, 23 punts i 11 assistències. Després d'acabar el primer mes de competició, Lillard aconseguí ser Rookie del Mes de novembre a la conferència oest. El 16 de desembre aconseguí la seva primera cistella guanyadora contra els New Orleans Pelicans, anotant un triple quan faltaven 0.3 segons. El desembre, Lillard aconseguí alçar-se amb el seu segon trofeu de Rookie del Mes, essent un dels preferits per aconseguir aquest títol quan acabà la temporada. L'11 de gener, en la derrota del seu equip contra els Golden State Warriors, va aconseguir fins aleshores el seu millor registre anotador, amb 37 punts, 6 rebots, 4 assistències i 2 furts de pilota. El gener fou premiat per tercer cop consecutiu Rookie del Mes de la conferència oest. El 15 de febrer disputà el seu primer All-Star, al Rookie Challenge, aconseguint 18 punts, 3 rebots, 5 assistències i 2 furts. L'endemà guanyà l'Skills Challenge, imposant-se a la final a Jrue Holiday. El març torna a guanyar el Rookie del Mes per quart cop consecutiu. El 2 d'abril, Lillard superà el rècord de triples anotats per un novell, superant els 166 de Stephen Curry.
Sense acabar la temporada 2012-13, esdevingué el tercer rookie de la història de l'NBA a aconseguir 1.500 punts i 500 assistències, juntament amb Oscar Robertson i Allen Iverson. En acabar la temporada fou premiat Rookie de l'Any de l'NBA.
L'estiu de 2015 Lillard firmà una renovació del seu contracte amb els Portland Trail Blazers de 5 temporades per 125 milions de dòlars.

## Estadístiques

### Temporada regular
| Any     | Equip    | PJ | PT | MPP  | %TC  | %3P  | %TL  | RPP | APP | ROB | TPP | PPP  |
| ------- | -------- | -- | -- | ---- | ---- | ---- | ---- | --- | --- | --- | --- | ---- |
| 2012–13 | Portland | 82 | 82 | 38.6 | .429 | .368 | .844 | 3.1 | 6.5 | 0.9 | 0.2 | 19.0 |
| Total   |          | 82 | 82 | 38.6 | .429 | .368 | .844 | 3.1 | 6.5 | 0.9 | 0.2 | 19.0 |